# Camp H.M. Smith

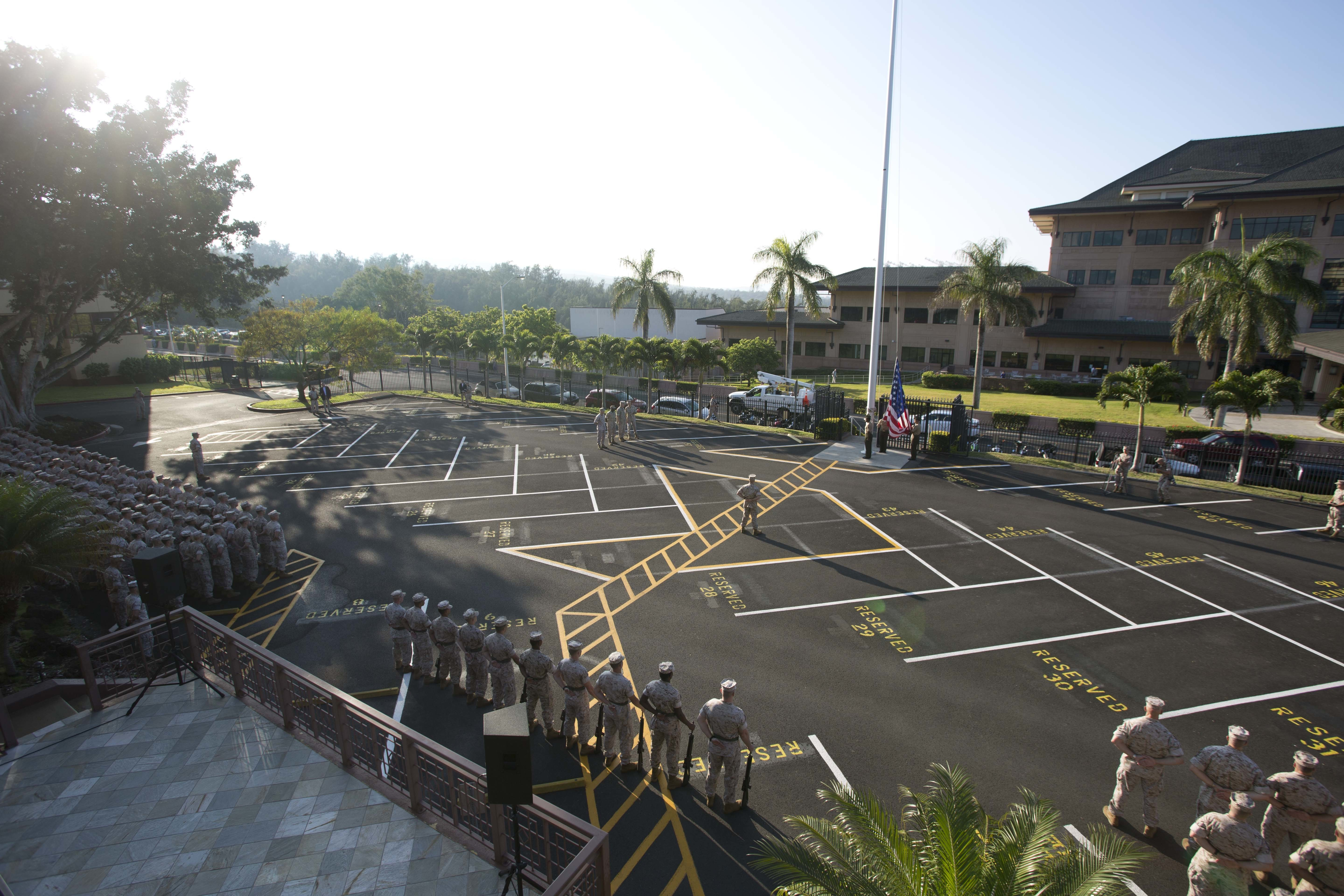
Camp H.M. Smith under 2015.

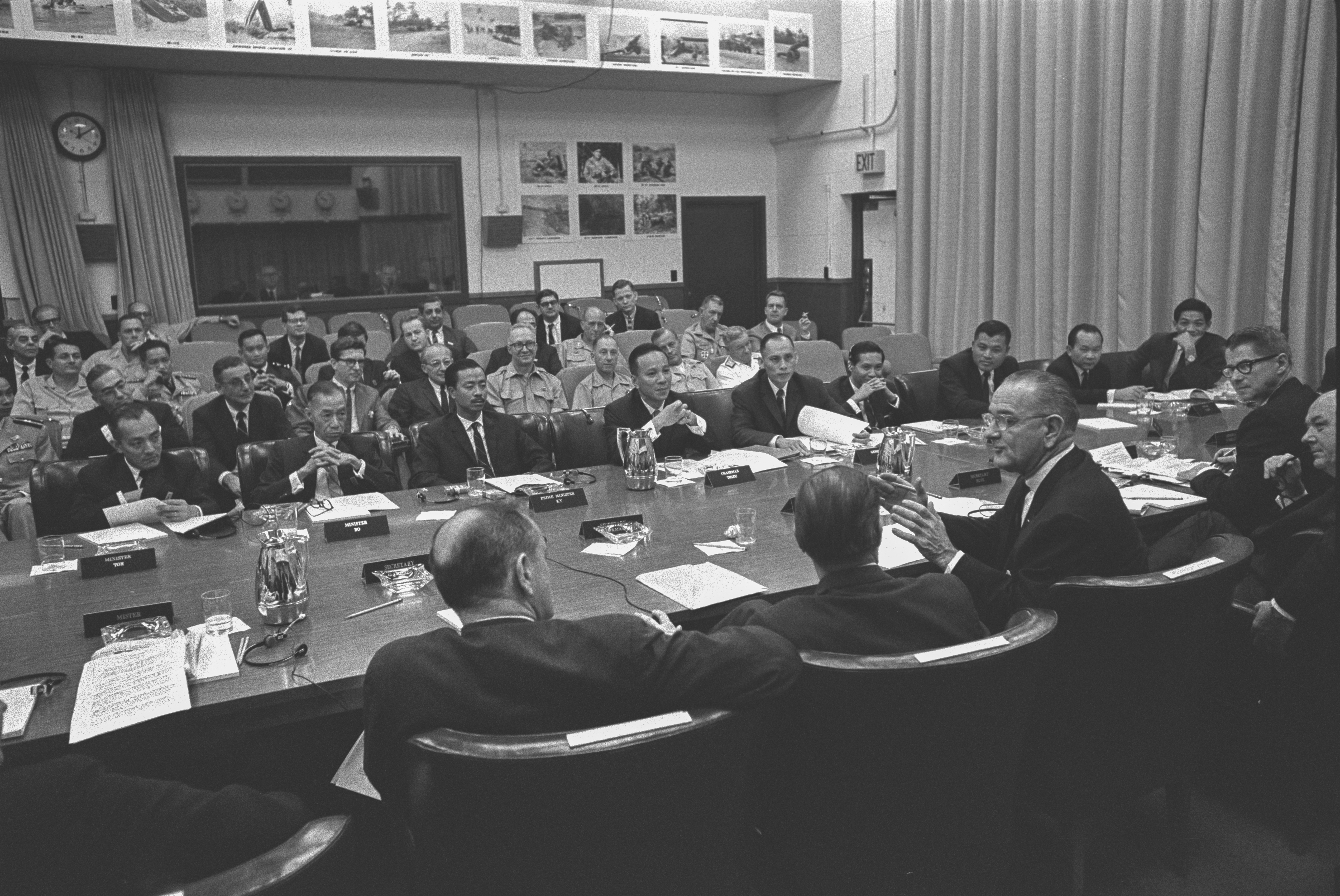
USA:s president Lyndon B. Johnson vid Honolulukonferensen 1966 med Sydvietnams regering inne på Camp Smith.

Camp H.M. Smith är en militärbas tillhörande USA:s marinkår i staden Aiea utanför Honolulu i Honolulu County på ön Oahu i delstaten Hawaii.
Den uppfördes ursprungligen strax innan attacken mot Pearl Harbor 1941 som ett militärsjukhus för USA:s flotta, Aiea Heights Naval Hospital, som var i drift fram till 1949. Från 1955 övergick det tidigare sjukhuset till att vara högkvarter för Fleet Marine Force Pacific och området namngavs efter marinkårsgeneralen Holland McTyeire Smith (1880-1967).
Under 1966 höll USA:s president Lyndon B. Johnson överläggningar med ledningen för Sydvietnam inne på Camp H.M. Smith som utmynnade i en kommuniké som beskrev USA:s syfte med Vietnamkriget fram till att Richard Nixon blev president 1969.
Från 1958 har Camp H.M. Smith även varit säte för högkvarteret för United States Indo-Pacific Command samt för dess marinkårskomponent United States Marine Corps Forces, Pacific.